# کیم هی جونگ (بازیگر، زاده ۱۹۹۲)
این یک نام کره‌ای است؛ نام خانوادگی کیم است.
کیم هی جونگ (کره‌ای: 김희정؛ زادهٔ ۱۶ آوریل ۱۹۹۲) بازیگر اهل کره جنوبی است. او حرفهٔ بازیگری خود را در سال ۲۰۰۰ به عنوان بازیگر خردسال با ایفای نقش اصلی در کوک‌جی (همچنین با نام عشق مرد سخت نیز شناخته می‌شود) آغاز کرد. کیم هی جونگ در اوایل بیست سالگی خود، نقش قابل توجهی در درام تاریخی چهره پادشاه بازی کرد. او در مه ۲۰۱۶ با کمپانی وای‌جی انترتینمنت قرارداد امضا کرد. در اوت ۲۰۱۹، او کمپانی وای‌جی انترتینمنت را ترک کرد و با آژانس سابلیم آرتیست قرارداد امضا کرد.

## فیلم‌شناسی

### مجموعه تلویزیونی
| سال                | عنوان                                 | نقش                                               | شبکه          |
| ------------------ | ------------------------------------- | ------------------------------------------------- | ------------- |
| ۲۰۰۰               | عشق مرد سخت                           | سونگ کوک-جی                                       | کی‌بی‌اس۲       |
| ۲۰۰۱               | پیانو                                 | جوانی هان جو-هی                                   | اس‌بی‌اس        |
| ۲۰۰۱               | بانوان قصر                            | دال-ره                                            | اس‌بی‌اس        |
| ۲۰۰۱               | هتلدار                                |                                                   | ام‌بی‌سی        |
| ۲۰۰۲               | بچه جادویی ماسوری                     | چوی یی-سول                                        | کی‌بی‌اس۲       |
| ۲۰۰۵               | خداحافظی سخت                          | لی جی-وون                                         | کی‌بی‌اس۱       |
| ۲۰۰۵               | ژنرال دوک‌دو، آن یونگ-بوک              | هیون-جونگ                                         | ئی‌بی‌اس        |
| ۲۰۰۶               | عشق واقعی                             | سو-جونگ                                           | ام‌بی‌سی        |
| ۲۰۰۷               | زن بی‌گناه                             | اوه هیون-میونگ                                    | کی‌بی‌اس۲       |
| ۲۰۰۷               | ضربه عالی توقف‌ناپذیر                  | کراش دبیرستانی لی مین-هو (بازیگر مهمان، قسمت ۱۶۴) | ام‌بی‌سی        |
| ۲۰۱۲               | دراما سیتی «درخشان‌ترین لحظه در زندگی» | سو-جونگ                                           | کی‌بی‌اس۲       |
| ۲۰۱۳               | بزرگترین چیز در جهان                  | جا-یو                                             | ام‌بی‌سی        |
| ۲۰۱۴               | چهره پادشاه                           | سو جابین (بعداً ملکه مونسونگ)                      | کی‌بی‌اس۲       |
| ۲۰۱۵               | تو کیستی: مدرسه ۲۰۱۵                  | چا سونگ-جو                                        | کی‌بی‌اس۲       |
| ۲۰۱۵               | جونگ میونگ                            | گانگ-بین همسر ولیعهد سوهیون                       | ام‌بی‌سی        |
| ۲۰۱۵               | عشق خوشمزه                            | هان جون-هی                                        | ناور          |
| ۲۰۱۶               | عشقی برای هزاران بار                  | یون-جی                                            | ناور          |
| یونگ-جو            | یونگ-جو                               | اس‌بی‌اس                                            |               |
| ۲۰۱۷               | شورشی: دزدی که مردم را دزدید          | بک گه‌اون                                          | ام‌بی‌سی        |
| دنیاهای بهم پیوسته | نام یو-مین                            | اس‌بی‌اس                                            |               |
| آیدل‌های موقت       | کیم هی-جونگ                           | اس‌بی‌اس                                            |               |
| ۲۰۱۸               | بازگشت                                | اس‌بی‌اس                                            | کانگ یونگ-اون |
| ۲۰۱۹               | نوازش قلبت                            | کیم هه-یونگ                                       | تی‌وی‌ان        |
| ۲۰۲۱               | طلوع ماه در رودخانه                   | تاراجین                                           | کی‌بی‌اس۲       |